# Ackers (Gestratz)
Ackers (westallgäuerisch: Akhərs, uf Akhǝrs) ist ein Gemeindeteil der Gemeinde Gestratz im bayerisch-schwäbischen Landkreis Lindau (Bodensee).

## Geographie
Die Einöde liegt circa vier Kilometer nordöstlich des Hauptorts Gestratz und zählt zur Region Westallgäu. Nördlich von Ackers verläuft die Ländergrenze zu Isny im Allgäu in Baden-Württemberg, östlich die Gemeindegrenze zu Maierhöfen. Zudem verläuft nördlich die Bundesstraße 12.

## Ortsname
Der Ortsname stammt von einem Flurnamen, der sich auf einen Acker bezieht und somit bedeutet der Ortsname (Siedlung am) Weideplatz.

## Geschichte
Ackers wurde erstmals im Jahr 1818 mit zwei Wohngebäuden urkundlich erwähnt. Der Ort gehörte einst dem Gericht Grünenbach in der Herrschaft Bregenz an.